# Колокол Свободы
Колокол Свободы (англ. Liberty Bell) — колокол в Филадельфии (штат Пенсильвания, США), один из главных символов американской борьбы за независимость от Великобритании — его звон созвал жителей города на оглашение Декларации независимости Вторым континентальным конгрессом 8 июля 1776 года. Своё название получил в 1847 году, после того, как стал символом движения аболиционистов.

## Внешний вид
Колокол весит около 2080 фунтов (943 кг), имеет окружность 3,7 метра и высоту 1 метр. Сделан из сплава меди (70 %), свинца, цинка, мышьяка, золота и серебра (5 %). Первоначальный колокол был изготовлен компанией Whitechapel Bell Foundry в Лондоне, но уже по прибытии в Филадельфию во время первого пробного удара он раскололся. Поэтому двое местных ремесленников Пасс и Стоу отлили колокол заново, добавив немного меди, так как посчитали оригинальный металл слишком хрупким.
Надпись на колоколе гласит: «И объявите свободу на земле всем жителям её» (Библия, книга Левит 25.10, англ. Proclaim liberty throughout all the land unto all the inhabitants thereof). На нём также указано, что колокол отлили мастера Пасс и Стоу по заказу штата Пенсильвания.
Считается, что знаменитая трещина на колоколе появилась в период с 1817 по 1846 год. После того, как в 1846 году в честь дня рождения Джорджа Вашингтона звон не прекращали несколько часов, трещина на колоколе увеличилась. Возникла угроза раскола колокола на две части — было принято решение отказаться от его дальнейшего регулярного использования.

## Современное состояние
В 1848 году колокол, ввиду увеличения количества желающих его увидеть, был снят со своего постоянного места на башне Индепенденс-холла и установлен на специальном пьедестале в Зале Собраний на первом этаже того же здания. В 1975 году, в преддверии двухсотлетнего юбилея независимости, колокол перевезли в специально построенный неподалёку павильон, а в 2003 году его разместили в ещё более просторном павильоне напротив Индепенденс-холла, где он и находится в настоящее время.
Павильон с колоколом и Зал Независимости являются частью Национального исторического парка США. В октябре 2003 года в музейном комплексе был открыт Liberty Bell Center.
Каждое 4 июля в 2 часа дня потомки подписавших Декларацию независимости США символически бьют в колокол 13 раз (по количеству штатов, подписавших декларацию в 1776 году).

## Интересные факты
- Приемлемость расположения павильона с колоколом на его текущем месте вызвала некоторые сомнения у определённой части американского общества, поскольку он вплотную примыкает к историческому кварталу, в котором в 90-х годах XVIII века размещались рабы Джорджа Вашингтона, жившего тогда в Филадельфии.
- В приключенческом фильме «Сокровище нации» Колокол Свободы — один из ключей к разгадке тайны местоположения сокровищ тамплиеров.
- 1 апреля 1996 года компания Taco Bell объявила, что купила Колокол Свободы ради уменьшения национального долга страны, и переименовала его в «Колокол Свободы Тако», что оказалось розыгрышем[3].
- В своём старом логотипе Радио «Свобода» использовало именно Колокол Свободы.
- Изображён на американской визе справа вверху чернилами, меняющими цвет при изменении угла обзора.
- Первый прототип игрового автомата изобретён в 1887 году в Англии. В 1895 в первом игровом автомате на 3 барабанах с механическим приводом было по 20 карточных символов, в том числе и символ Колокола Свободы. Если в процессе игры выпадало 3 таких символа, то выигрывался джекпот — 50 центов.
- Астронавт Вирджил Гриссом дал своему космическому кораблю имя Liberty Bell 7 в честь Колокола Свободы. На корпусе корабля была нарисована линия, символизирующая трещину.

## Галерея

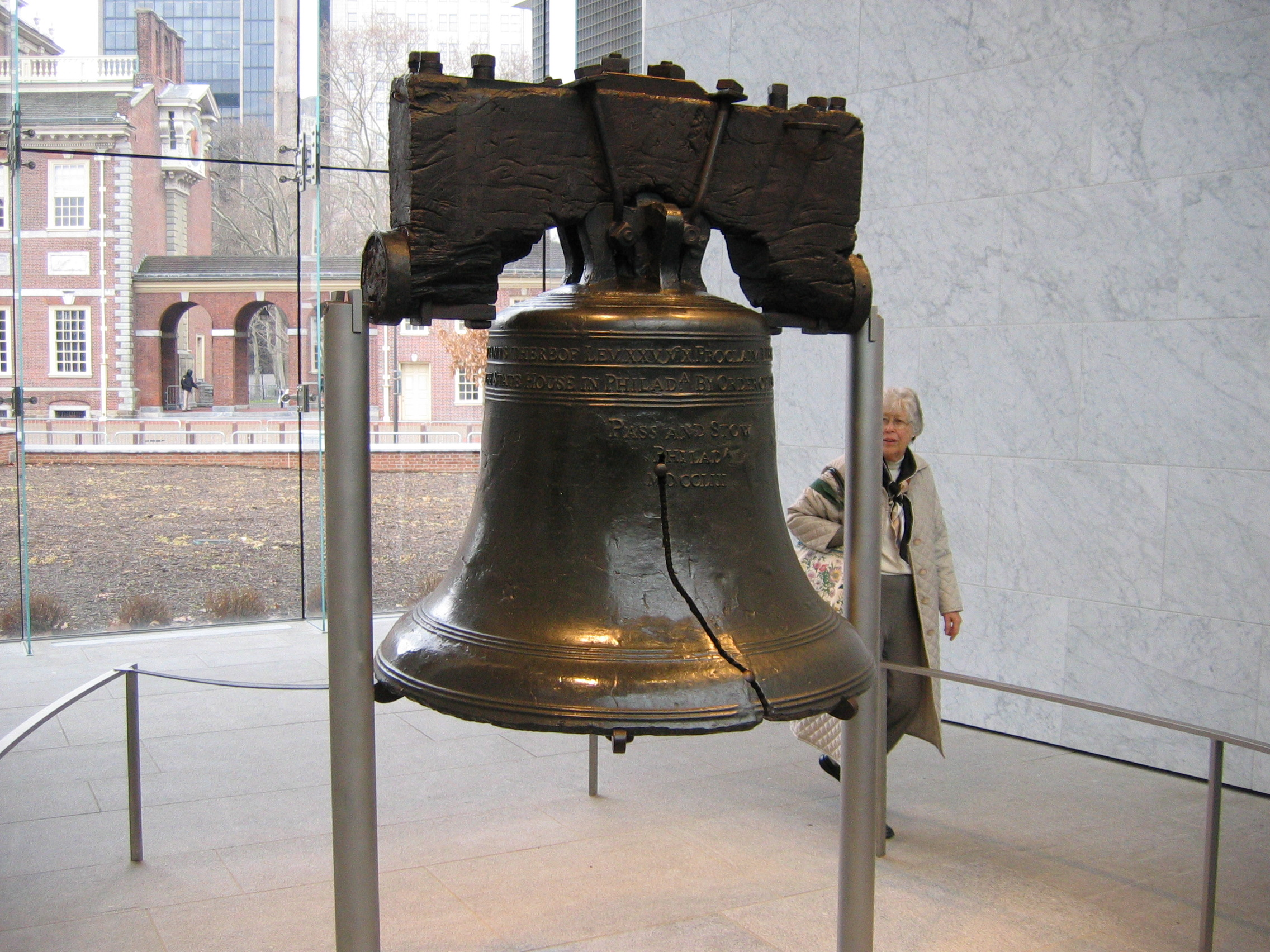
Колокол Свободы
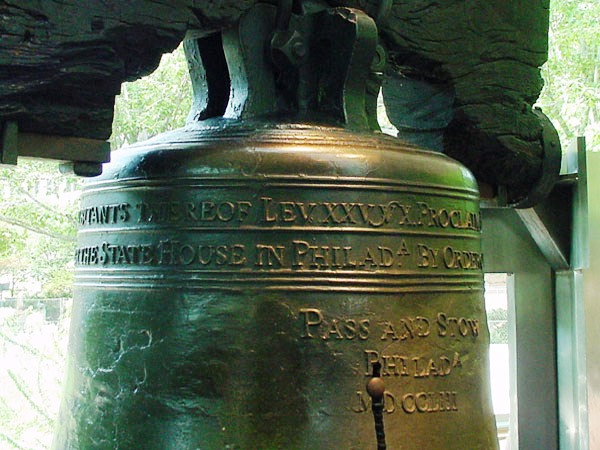
Надпись на Колоколе Свободы
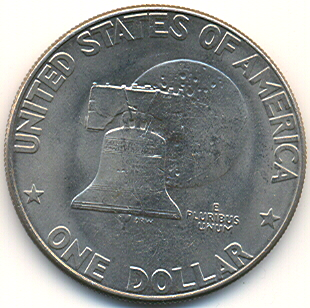
Изображение Колокола Свободы на реверсе доллара Эйзенхауэра
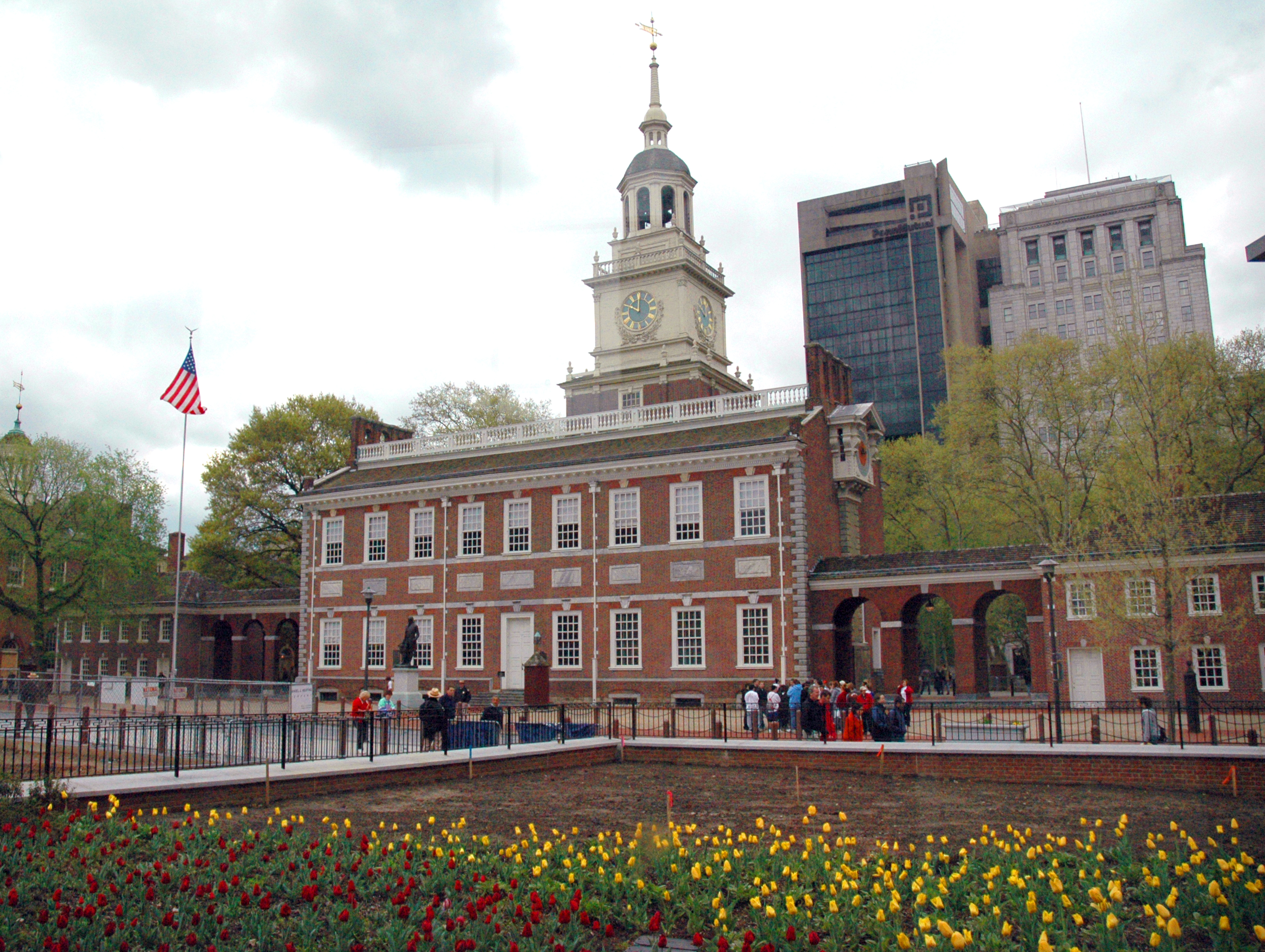
Зал независимости